# Gmina Wschowa
Die Gmina Wschowa ist eine Stadt-und-Land-Gemeinde im Powiat Wschowski der Woiwodschaft Lebus in Polen. Sitz des Powiats und der Gemeinde ist die gleichnamige Stadt (anhörenⓘ deutsch Fraustadt) mit etwa 13.900 Einwohnern.

## Geographie
Die Gemeinde liegt im Südosten der Woiwodschaft. Sie grenzt im Osten an die Woiwodschaft Niederschlesien und im Nordosten an die Woiwodschaft Großpolen. Die Woiwodschaftshauptstadt Zielona Góra liegt ca. 70 Kilometer westlich. Die Stadt Leszno liegt zehn Kilometer östlich. 
Ihr Hauptort liegt an der Landesstraße DK12 und der Bahnstrecke Łódź–Forst (Lausitz).

## Geschichte
Wschowa gehörte unter dem Namen Fraustadt bis 1945 zu Preußen (Provinz Posen, dann Provinz Grenzmark Posen-Westpreußen, ab 1938 Provinz Schlesien, ab 1941 Provinz Niederschlesien). Seit 1945 stand es unter polnischer Verwaltung.
Die Stadt-und-Land-Gemeinde besteht seit dem 15. Januar 1976. Neben der Stadtgemeinde bestand von 1945 bis 1954 die Landgemeinde Wschowa-Północ und von 1973 bis 1976 die Landgemeinde Przyczyna Dolna, die zwei Jahre zur Woiwodschaft Zielona Góra gehörte. Von 1976 bis 1998 kam das Gemeindegebiet an die Woiwodschaft Leszno.

## Gliederung
Zur Stadt-und-Land-Gemeinde Wschowa gehören neben der Stadt selbst folgende Dörfer (deutsche Namen bis 1945) mit einem Schulzenamt (sołectwo):
| - Dębowa Łęka (Geyersdorf) - Hetmanice (Kaltvorwerk) - Kandlewo (Kandlau) - Konradowo (Kursdorf) - Lgiń (Ilgen) - Łęgoń (Vorwerk Langenau) - Łysiny (Lissen) - Nowa Wieś (Neudorf) - Olbrachcice (Ulbersdorf) | - Osowa Sień (Röhrsdorf) - Przyczyna Dolna (Nieder Pritschen) - Przyczyna Górna (Ober Pritschen) - Siedlnica (Zedlitz) - Tylewice (Tillendorf) - Wygnańczyce (Weigmannsdorf) |

Weitere Ortschaften der Gemeinde ohne Schulzenamt sind:
| - Buczyna - Czerlejewo - Klucz - Mały Bór (Klein Heyde, 1938–1945 Klein Heide) | - Nowe Ogrody (Neugrätz) - Pszczółkowo - Wincentowo (Wiesenthal) |